# 尹伊桑管弦樂團
尹伊桑管弦樂團（朝鲜语：／），是朝鮮民主主義人民共和國唯一的室內樂團，成立於1990年。以韓國裔作曲家尹伊桑的名字命名。是每年平壤尹伊桑音樂節的主要參演團體。

## 知名曲目
- 尹伊桑第二交響曲
- 我的祖國 - 伏爾塔瓦河